# Wir sind noch einmal davongekommen
Wir sind noch einmal davongekommen (Originaltitel: The Skin of Our Teeth) ist der Titel eines 1942 publizierten Schauspiels von Thornton Wilder. Es handelt von der Familie Antrobus, die drei Katastrophen, Eiszeit, Sintflut und Krieg, überlebt und jeweils mit dem Wiederaufbau beginnt. Das weltweit gespielte und für das Fernsehen aufgezeichnete Theaterstück gewann 1943 den Pulitzer-Preis. Die erste deutsche Übersetzung von G. Gebser erschien 1944.

## Inhalt

### Überblick
Wir sind noch einmal davongekommen ist die Geschichte von Mr. und Mrs. Antrobus, ihrer Kinder Henry und Gladys und ihres Hausmädchens Sabina. Sie spielen eine typisch amerikanische Familie in den 1930er/1940er Jahren und symbolisieren gleichzeitig die mythologischen Figuren Adam, Eva, Lilith und Kain. Die Familie durchlebt, stellvertretend für die gesamte Menschheit, essenzielle Katastrophen der Menschheitsgeschichte in drei Akten (Eiszeit, Flut, Krieg). Zusammen bauen die Antrobus ihr Leben immer wieder auf.

### 1. Akt
Im ersten Akt kündigt ein Wochenschausprecher, und später der Telegrammbote, eine Eiswand an, die sich von Kanada nach Süden bewegt und vor der die Menschen fliehen. Im New Yorker fiktiven Vorort Excelsior, Cedar Street Nr. 116, ist die Welt der Familie Antrobus mit ihren Dinosaurier- und Mammut-Haustieren aus den Fugen geraten. Während Maggi Antrobus sich um das Überleben der Familie kümmert, telegrafiert ihr Mann George aus seinem Büro in der Stadt, wo er an der Entwicklung des Alphabets und des Einmaleins arbeitet: „Verbrenne alles außer Shakespeare.“. Sabrina, das exzentrische, sprunghafte Hausmädchen, und die ehemalige Geliebte und Muse des Hausherrn, hat das Feuer ausgehen lassen und diskutiert mit Mrs. Antrobus über ihre Kündigung. Als Antrobus nach Hause kommt, beruhigt er die Familie mit Geschenken und übernimmt die Organisation. „Lass das Feuer nicht ausgehen. Wenn wir kein Feuer mehr haben, werden wir sterben.“ So verbrennen sie nach und nach alles entbehrliche Holz. Trotz Widerspruch seiner Frau, die Angst vor Vagabunden hat sich nur um das Überleben ihrer Familie sorgt, lässt er Flüchtlinge ins Haus, u. a. den Richter Moses, den Sänger Homer, drei Musen, und versorgt sie mit Kaffee und Sandwichs: „Ich will keinen Kaffee haben, wenn ich ihn nicht mit ein paar anständigen Leuten trinken darf.“ Als Sohn Henry, der auf der Stirn eine K-förmige Narbe trägt, mit einem Stein einen Nachbarsjungen erschlägt, der ihm das vom Vater erfundene Rad wegnehmen wollte, verliert der Vater kurzzeitig die Hoffnung auf ein Leben in einer vernünftigen Welt: „Löscht das Feuer aus! […] Es gibt keine Vernunft. Wir sollten nicht zu leben versuchen.“ Jetzt ist es seine Frau, die ihren Sohn in Schutz nimmt und ihren Mann an die vielen überstandenen Katastrophen, Vulkanausbrüche, Heuschreckeneinfall, Erdbeben, erinnert und ihn mit den Schulleistungen ihrer Kinder wieder aufrichtet. Am Ende der Szene rezitiert seine Tochter Gladys aus der Schöpfungsgeschichte.

### 2. Akt
Präsident Antrobus lobt auf der 6000. Jahresversammlung der Säugetiere in Atlantic City die Entwicklungsfortschritte der Gattung, gibt nach einer harten Zeit der Arbeit die neue Losung „Amüsiert euch!“ aus und verleiht den Titel der „Miss Atlantic City“ an Lily-Sabine Fairweather, die Inhaberin des Bingo-Spielsalons. Seine Frau ruft dagegen in ihrer Rede zur Rettung der Familie auf.
Während sich die Gäste auf der Strandpromenade vergnügen, destabilisiert sich erneut die Antrobus-Familie. Henry bedroht mit einer Schleuder einen schwarzen Rollstuhlfahrer und verletzt einen Mann mit einem Stein. Gladys stolziert zum Ärger ihrer Eltern mit aufreizend roten Strümpfen herum. Antrobus lässt sich von Lily verführen und will zu seiner Selbstverwirklichung seine Frau verlassen. Inzwischen zieht ein Hurrikane auf und es regnet in Strömen. Die von der Wahrsagerin prophezeite Sintflut setzt ein und die sich wieder-findende Antrobus-Familie, mit Maggi als Stütze, Lily-Sabina als Dienstmädchen, und mit Tierpaaren rettet sich auf ein Schiff, bevor der Pier mit den vergnügungssüchtigen Kongressteilnehmern zusammenbricht. Die Wahrsagerin ruft George Antrobus nach: „Eine neue Welt beginnen – überleg es dir!“

### 3. Akt
Nach einem 7-jährigen Krieg trifft sich die Familie wieder im zerstörten Haus. Mrs. Antrobus und Gladys mit ihrem Baby kriechen aus dem Keller. Sabina hat als Marketenderin gut überlebt, sieht aber keinen Sinn in einem Neuanfang, da die nächste Katastrophe wieder alles zerstören würde. Dagegen beginnt Mrs. Antrobus sofort in ihrem Haus mit Aufräumarbeiten. Sie hat keinen Augenblick daran gezweifelt, „dass diese Welt eine Aufgabe hat und sie erfüllen wird.“
Henry hat es mit seinen Aggressionen zum General gebracht und richtet seinen Zorn gegen seinen Vater, dessen Bücher er verbrennen will: „Die anderen, die ich tötete, waren nur Ersatz.“ Er sei immer ausgegrenzt worden und niemand habe sich um ihn gekümmert: „Ich gehöre nirgendwo hin.“ Er erkennt keine Autorität über sich an und will weit weg von seiner Familie für sich seine eigene Welt aufbauen: „Ich habe keinen über mir und werde niemals einen über mir haben. Ich bin allein, und ich will nichts anderes, als das: allein sein.“ Als sein Vater bei seiner Rückkehr die Hasstiraden seines Sohnes hört, reagiert er frustriert: „Dein Anblick macht alle meine Pläne und Hoffnungen zunichte. […] Der Krieg ist ein Vergnügen, verglichen mit dem, was uns jetzt bevorsteht: Den Frieden zu sichern, mit dir in unserer Mitte. […] Wie willst du eine Welt machen, in der Menschen leben sollen, bevor du nicht in dir selbst Ordnung machst? […] ich werde dich bis zu meinem letzten Atemzuge bekämpfen, solange deine Idee der Freiheit nur darin besteht, alles für dich selbst ergattern zu wollen.“ An dieser Stelle brechen die privaten Vater-Sohn-Erfahrungen der Schauspieler in das Theaterstück ein. Henry und Antrobus gehen aufeinander los und werden von Sabina (eigentlich von der ebenfalls aus ihre Rolle geschlüpften Schauspielerin Miss Somerset) getrennt.
Nach der Wiederherstellung der Spielebene steht Henry „düster und unversöhnlich“ am Rand der Szene, während der erschöpfte Antrobus und seine starke Frau einen Neuanfang besprechen. Er erinnert sich an die drei Dinge, an die er im Krieg immer wieder dachte: „Die Stimme des Volkes in seiner Verwirrung und in seiner Not. Und der Gedanke an dich, an die Kinder und an dieses Haus … Und […] meine Bücher. […] Ich weiß, dass alles, was gut und ausgezeichnet ist in der Welt, sich in jedem Augenblick auf des Messers Schneide behaupten muss. Man muss es sich erkämpfen.“ In seinem Bemühen, „neue Welten aufzubauen“ lasse er sich durch Erinnerungen an seine Fehler und durch Stimmen der Philosophen der Bibel, Platos, Aristoteles', Spinozas leiten. Diese werden als Abschluss von die Planeten verkörpernden Ersatz-Schauspielern, zwei Garderobieren, einer Kostümverwalterin und einem Platzanweiser, rezitiert. Aus diesem überlieferten abendländischen Erbe schöpft Antrobus seine Hoffnung.
Das Schlusswort an das Publikum spricht Sabina: „Wir müssen noch ewig weiterspielen. […] Das Ende des Stückes ist noch nicht geschrieben. Mr. und Mrs. Antrobus haben viele neue Pläne im Kopf und sind zuversichtlich wie am ersten Tag, als sie begannen.“

## Form
Das Schauspiel Wir sind noch einmal davongekommen durchbricht häufig die traditionelle Bühnenillusion. Schauspielerinnen und Akteure treten häufig aus ihren Rollen heraus, bringen persönliche Erfahrungen, Erkenntnisse, Selbstzweifel und Probleme, mit ein und kommentieren die Handlung, so dass der Regisseur Mr. Fitzpatrick eingreifen und das Spiel wieder in Gang setzen muss. Zu Beginn des dritten Aktes ersetzt das Bühnenpersonal (Garderobiere, Platzanweiser, Kostümverwalterin) die erkrankten Schauspieler und improvisiert die Darstellung der Gestirne.
Weitere Verfremdungseffekte sind Bildprojektionen und Berichte aus der Wochenschau „Neues aus aller Welt“, Ansprachen eines Ansagers oder Sabinas an das Publikum, Kombination der Gegenwart mit verschiedenen Zeitebenen, Eiszeit, Sintflut, Apokalypse, und der Hauptpersonen mit mythologischen Gestalten, Kain, Mose, Homer. Auch die Handlung wird durch verschiedene Formen des Bühnenspiels, vom Kabarettulk bis zum Mysterium, immer wieder ironisiert. Selbsterkenntnisse, Selbstzweifel und Probleme vor sowie hinter der Bühne ans Licht.
Durch die Durchbrechung der Spielebene und die Vermischung der Zeiten (Radio, Telegrammbote Dinosaurier und Mamut als Haustiere) ergeben sich häufig absurde Züge. Schauspieler verlieren den Faden, protestieren gegen ihre Rolle (Sabina), eifrige Ersatzleute (Ivy) springen ein und erklären die Aussage ihrer Rolle dem Spielleiter. Einige Male kommt es vor, dass die Darsteller sich weigern, Szenen zu spielen, dass sie sich anbrüllen, unangenehm aus ihrer Rolle fallen (Henry, Antrobus) oder eine direkte Verbindung zum Publikum aufbauen. Das Stück wird so in sich selbst kritisiert und ausgewertet.
„Höchst effektvoll“ mischt der Autor die Zeiten und Bühnentechniken. Dabei sind die Elemente bekannt: „[A]us dem Barock kommt der Gedanke, dass der Mensch eine ihm zugteilte Rolle spielen muss […] aus dem chinesischen Theater kommt die epische Form mit ihrer Symbolik und den Reden ans Publikum, aus der deutschen Romantik stammt die Ironie, die Aufhebung der Bühnenillusion durch die private Existenz des Schauspielers, der Konversationston und die amerikanische Selbstpersiflage sind am Broadway heimisch.“

## Interpretation
Das Stück bedient sich vieler Techniken von Rundfunk, Film und Musical. Es führt vor Augen, dass das Böse und das Gute ewige Bestandteile des Lebens sind, und dessen Sinn liegt im Lebendigsein selbst. Durch die Anachronismen will der Autor das „ewig Gleiche“, das in einzelnen Phasen auswechselbare Geschick des Menschengeschlechts symbolisieren. Die Existenz erscheint sinnlos und gleichförmig als Tanz um Katastrophen, denen jeder zu entgehen versucht. Das Schicksal der gesamten Menschheit wird am Beispiel einer „typisch amerikanischen Durchschnittsfamilie“ des vorigen Jahrhunderts gezeigt. Die moderne Allegorie bringt zum Ausdruck, dass „der Lebenswille des Menschen alle Katastrophen überdauern wird“. Ob Eiszeit, Sintflut oder Krieg, es gibt kein Ende. Die Hauptpersonen sind die Mitglieder der Familie Antrobus, in denen sich „laut Wilder das Schicksal der ganzen Menschheit, durch ein Teleskop aus tausend Meilen Entfernung gesehen“ spiegelt.

### Charaktere
- Mr. Antrobus: Synonym für Adam, verkörpert als ewiger Adam den Mut zum Neuanfang, holt sich Rat bei Homer, Platon oder Aristoteles, bei Spinoza, bei Mose aus dem Alten Testament und rettet so seine tugendhafte Frau, den rebellischen Sohn, die vorbildliche Tochter samt verführerischem Dienstmädchen aus der Eiszeit, vor der Sintflut und aus dem letzten großen Krieg.
- Mrs. Antrobus: Synonym für Eva, ist die typische Hausfrau und Mutter und versucht die Familie zusammenzuhalten.
- Henry Antrobus: Synonym für Kain, der Sohn der beiden, tötete seinen Bruder mit einem Stein und hat seitdem eine Narbe auf der Stirn. Er verkörpert das Böse.
- Gladys Antrobus: Synonym für Lilith, versucht, dem Vater durch Schminke, rote Strumpfhose etc. zu gefallen, stößt jedoch immer wieder auf entsetzte Ablehnung.
- Hausmädchen Sabina: verkörpert den Typus des Weibchens. In schlechten Zeiten ist sie das Dienstmädchen und in guten die Schönheitskönigin mit der festen Absicht, Herrn Antrobus zu verführen.

Außerdem spielen: Ansager, Mr. Fitzpatrick (Spielleiter), Mammut, Dinosaurier, Wahrsagerin, Telegraphenjunge, Arzt, Professor, Homer, Richter, Mose, Miss E. Muse, Miss T. Muse, Rundfunksprecher, Präsidentschaftsanwärter, Kongressteilnehmer, Miss Sommerset (Darstellerin der Sabina)
Fred Bailey (oberster Platzanweiser), Hester (Kostümverwalterin), Ivy (Miss Sommersets Garderobiere), Mr. Tremayne (Garderobier)

### Zitate
„Das ist alles was wir tun – immer wieder von vorn anfangen! Warum machen wir uns immer wieder etwas vor? Eines Tages wird die Erde eh erkalten und bis dahin werden all diese Sachen immer wieder geschehen: Noch mehr Kriege, und noch mehr Sintfluten und Erdbeben.“ (Sabina, 3. Akt): Eine Erkenntnis, die sich mancher Zuschauer zu Herzen genommen haben mag, nachdem er sich Thornton Wilders Theaterstück Anfang der 40er Jahre angesehen hatte.
„Sie können nach Hause gehen, wir werden ewig weiterspielen!“ Dies ist eine optimistische Botschaft des Stückes. Die Geschichte der Menschheit beginnt immer wieder von vorn, ihr Lebenswille überdauert alle Katastrophen und der Sinn des Lebens liegt im Lebendigsein und in der Menschlichkeit.

## Rezeption
Wilders The Skin of Our Teeth, kurz vor dem Eintritt der USA in den Zweiten Weltkrieg konzipiert, wurde mit der Besetzung bekannter Schauspielerinnen und Schauspieler international bekannt und gewann 1943 den Theater-Pulitzer-Preis.
Für fachwissenschaftliche Diskussionen sorgte während der Broadway-Aufführungen zwei Artikel des Mythologie-Forschers Joseph Campbell und des Schriftstellers Henry Morton Robinson mit dem Titel Mythic Worlds, Modern Worlds: On the Art of James Joyce. The Strange Case of Mr. Wilder's New Play and Finnegans Wake in den Saturday Review Ausgaben vom 19. Dezember 1942 und vom 13. Februar 1943. Darin stellen die Verfasser Ähnlichkeiten der Motive, des allegorischen Personals und biblischer Bezüge zwischen dem Stück und James Joyce’ letztem Roman Finnegans Wake (1939) fest.
In der Tat war Wilder einer der frühen Bewunderer von Finnegans Wake. Im August 1939, einige Monate nach der Veröffentlichung des Buches von James Joyce, schrieb er an Gertrude Stein und Alice Toklas, „eine seiner Vertiefungen sei James Joyces neuer Roman, der seine vergrabenen Schlüssel ausgräbt und diese ununterbrochene Kette gelehrter Rätsel löst.“ Der Autor bekannte, dass sein Theaterstück „tief in der Schuld von James Joyces Finnegans Wake“ stehe, und meinte: „Die Literatur hat immer einem Fackelträger-Stafettenlauf mehr geglichen als einem wütenden Erbstreit“. Wolcott Gibbs vom New Yorker Magazin persiflierte Campbells und Robinsons Anschuldigungen in einem Artikel vom 26. Dezember 1942 mit dem Titel Finnegan's Teeth.
Nach Kriegsende setzte sich die Erfolgsgeschichte in Europa und v. a. in Deutschland fort. Ruppel bezeichnet Wilders „alle Formen des Bühnenspiels vom Kabarettulk bis zum Mysterium“ umschließendes Stück als sein „bedeutendstes Werk und eines der großartigsten Werke des zeitgenössischen Theaters überhaupt“. Es sei „ein Stück Welttheater von ungeheurer symbolischer Kraft“: In seinen Gestalten „verkörpern sich Elementartypen der Menschheit, in ihren Beziehungen stellen sich Elementarordnungen der irdischen Gesellschaft dar.“ Nach Hensel hatte diese „Menschheitsrevue eines protestantischen Broadway-Calderon“ ihre größte Stunde in Deutschland, unmittelbar nach dem Zweiten Weltkrieg: „[D]a traf fast jeder Satz.“ Das Stück habe seither einiges von der ehemaligen Gewalt verloren, doch sei es „so lange eine Aufführung wert, als der Weltuntergang gerade noch einmal verschoben wird.“ Gerhild Bjornson bewertet dagegen Wilders Botschaft vom Überdauern des Menschen aus heutiger Sicht als „allzu optimistisch[-]“.

## Theater
Die Uraufführung unter dem Titel The Skin of Our Teeth fand am 15. Oktober 1942 im Shubert Theatre in New Haven, Connecticut statt. Die deutschsprachige Erstaufführung folgte am 16. März 1944 in der Schweiz im Schauspielhaus Zürich. Nach 1945 übernahmen zahlreiche deutsche Theater das Schauspiel, so dass Wilder hier sehr populär wurde.

## Hörspiele
- 1965: Wir sind noch einmal davongekommen. Regie: Gustav Burmester. Sprecher: Hans-Christian Blech, Charlotte Witthauer, Elfriede Irrall, Almut Eggert, Ralf Schermuly, Elsa Wagner, Harry Wüstenhagen, Klaus Miedel, Konrad Wagner, Manfred Schuster, Hans-Georg Panczak. Produktion: WDR, 93 Minuten (Mono).
- 1967: Wir sind noch einmal davongekommen. Regie: Ludwig Cremer. Sprecher wie im Hörspiel 1965. Produktion: RIAS, 106 Minuten (Mono).

## Veröffentlichungen
- The Skin of Our Teeth. Harper and Brothers Publishers, New York 1942.
- Wir sind noch einmal davongekommen. Schauspiel in drei Akten. (= Schriftenreihe des Schauspielhauses, Nr. 4). Deutsche Erstausgabe (übersetzt von G. Gebser[4]). Oprecht, Zürich 1944.
- Wir sind noch einmal davongekommen. Aus dem amerikanischen Englisch übersetzt von Hans Sahl. Fischer, Frankfurt am Main 1955.